# Circuito di Pescara
Circuito di Pescara je nekdanje dirkališče, ki je bilo ustvarjeno na javnih cestah v bližini italijanskega mesta Pescara. Prva dirka je bila leta 1924, zadnja pa leta 1961.
V letih 1950, 1951 in 1954 je dirkališče gostilo dirke Formule 1, ki niso štele za prvenstvo, leta 1957 pa prvenstveno dirko za Veliko nagrado Pescare. Prvotno je bilo znamenito po dirki za Veliko nagrado Coppa Acerbo, ki je v času med prvo in drugo svetovno vojno potekala vsako leto. Na prvi dirki Coppa Acerbo je leta 1924 zmagal Enzo Ferrari, kmalu zatem pa je prireditev začela veljati za eno najbolj prestižnih avtomobilističnih dirk v Evropi.
Ozka proga je potekala po neravnih tleh in bila dolga 25.8 km, s čimer je še zmeraj najdaljša v zgodovini Formule 1. Tako kot številne daljše proge, je veljala za odlično mesto za preverjanje zmožnosti voznikov, hkrati pa je bila izjemno neusmiljena in nevarna.
Proga je imela obliko trikotnika. Krog se je začenjal v mestu Pescara in potekal skozi številne vasi v bližnjem gričevju. Prvi odsek po koncu štartno-ciljne ravnine je ponujal kombinacijo hitrih in počasnih ovinkov, prav tako pa je vključeval najvišjo točko cele proge, ki se je nahajala v vasi Spoltore in merila 185 metrov nad morjem. Drugi in tretji odsek sta bili dve ravnini dolgi po pet kilometrov in pol. Oster ovinek med ravninama se je nahajal v vasi Montesilvano, druga ravnina pa je peljala nazaj v Pescaro.
Na drugi ravnini so leta 1934 postavili šikano, ki je upočasnjevala dirkalnike v bližini vhoda v bokse oziroma na začetku štartno-ciljne ravnine. S tem je bilo dirkališče prvo v svetu, ki je imelo namensko urejeno šikano. Na prvi ravnini je med dirko leta 1950 zmagovalec Juan Manuel Fangio s svojim dirkalnikom dosegal hitrosti kar do 310 kilometrov na uro.
Leta 1961 proga ni več mogla izpolniti nove standarde za zaščito voznikov in gledalcev, zaradi česar so dirkališče po 4-urni dirki v Svetovnem prvenstvu športnih dirkalnikov zaprli.

## Zmagovalci
Rožnato ozadje označuje dirke, ki niso štele za prvenstvo Formule 1.
| Leto | Dirkač                | Moštvo     | Poročilo |
| ---- | --------------------- | ---------- | -------- |
| 1957 | Stirling Moss         | Vanwall    | Poročilo |
| 1954 | Luigi Musso           | Maserati   | Poročilo |
| 1951 | José Froilán González | Ferrari    | Poročilo |
| 1950 | Juan Manuel Fangio    | Alfa Romeo | Poročilo |